# Дженнінгс (округ Гарретт, Меріленд)
Дженнінгс (англ. Jennings) — переписна місцевість (CDP) в США, в окрузі Ґерретт штату Меріленд. Населення — 99 осіб (2020).

## Географія
Дженнінгс розташований за координатами 39°38′55″ пн. ш. 79°11′1″ зх. д. / 39.64861° пн. ш. 79.18361° зх. д. (39.648653, -79.183494).  За даними Бюро перепису населення США в 2010 році переписна місцевість мала площу 0,87 км², уся площа — суходіл.

## Демографія
Згідно з переписом 2010 року, у переписній місцевості мешкало 113 осіб у 42 домогосподарствах у складі 29 родин. Густота населення становила 131 особа/км².  Було 53 помешкання (61/км²).
Расовий склад населення:
| - 97,3 % — білих - 1,8 % — азіатів |

До двох чи більше рас належало 0,9 %. Частка іспаномовних становила 0,0 % від усіх жителів.
За віковим діапазоном населення розподілялося таким чином: 34,5 % — особи молодші 18 років, 53,1 % — особи у віці 18—64 років, 12,4 % — особи у віці 65 років та старші. Медіана віку мешканця становила 30,6 року. На 100 осіб жіночої статі у переписній місцевості припадало 105,5 чоловіків;  на 100 жінок у віці від 18 років та старших — 111,4 чоловіків також старших 18 років.
Середній дохід на одне домашнє господарство  становив 50 528 доларів США (медіана — 50 833), а середній дохід на одну сім'ю — 58 672 долари (медіана — 51 806). 
Цивільне працевлаштоване населення становило 66 осіб. Основні галузі зайнятості: роздрібна торгівля — 39,4 %, мистецтво, розваги та відпочинок — 25,8 %, будівництво — 22,7 %.